# Thuidium leptocladum
Thuidium leptocladum là một loài rêu trong họ Thuidiaceae. Loài này được (Taylor) Mitt. mô tả khoa học đầu tiên năm 1869.